# Phryganoporus vandiemeni
Phryganoporus vandiemeni is een spinnensoort in de taxonomische indeling van de Desidae.
Het dier behoort tot het geslacht Phryganoporus. De wetenschappelijke naam van de soort werd voor het eerst geldig gepubliceerd in 1983 door Gray.